# Meglio sarebbe
Meglio sarebbe è un album del Duo di Piadena del 1975.

## Tracce
1. Meglio sarebbe
2. Pellegrin che vien da Roma
3. La treccia bionda
4. Donna lombarda
5. Passo e non ti vedo
6. Sveglia molinaio
7. Duman l'è festa
8. Quando saremo a Reggio Emilia
9. Filastrocca della fune
10. Teresina imbriaguna
11. Mia mama vol ch'j fila
12. Ho visto un re